# Teinomastyx
Teinomastyx este un gen de insecte lepidoptere din familia Arctiidae.

Cladograma conform Catalogue of Life:
| Teinomastyx | \| \| Teinomastyx goliathina \| \| \| \| \| \| Teinomastyx griseobasis \| \| \| \| |
|             | \| \| Teinomastyx goliathina \| \| \| \| \| \| Teinomastyx griseobasis \| \| \| \| |
|             | Teinomastyx goliathina                                                             |
|             |                                                                                    |
|             | Teinomastyx griseobasis                                                            |
|             |                                                                                    |